# Hervé Reynaud
Pour les articles homonymes, voir Reynaud.
Hervé Reynaud, né le 4 juillet 1972 à Saint-Chamond, est un homme politique français, membre des Républicains.

## Biographie
Hervé Reynaud naît le 4 juillet 1972 à Saint-Chamond.
Il est élu sénateur le 24 septembre 2023. Le cumul des mandats, l'empêche de garder son mandat de maire de Saint-Chamond et ainsi perdre le présidence par intérim de Saint-Étienne Métropole.

## Détail des mandats et fonctions
Mandats locaux
- Du 4 avril 2014 au 23 octobre 2023 : Maire de Saint-Chamond
- Du 30 mars 2014 au 28 septembre 2023 : 1er vice-président du Saint-Etienne Métropole. Du 8 décembre 2022 jusqu'au 10 octobre 2023, il assure la présidence par intérim de Saint-Etienne Métropole
- À partir du 2 avril 2015 : 1er vice-président du département de la Loire

Mandats partisans
- À partir de 2020 : Président de l'AMF42

Mandats parlementaires
- À partir du 2 octobre 2023 : Sénateur de la Loire